# Vanna (Troms)
Pour les articles homonymes, voir Vanna.
Vanna ou Vannøya (en Nordsamisk Várdnasuolu) est une île rocheuse du comté de Troms, sur la côte de la mer de Norvège. L'île fait partie la municipalité de Karlsøy. Elle est la 17ème plus grande île de Norvège.

## Géographie
L'île de 232 km2 se trouve juste à l'ouest des îles Nordkvaløya et Helgøya et à l'est des îles Nord-Fugløya et Arnøya. Vannvåg et Vannareid sont les deux principaux centres de population de l'île. 
Les îles Karlsøya, Reinøya et Ringvassøya sont situées au sud de l'île, de l'auttre coté du détroit Vannsundet. Il existe un service de ferry vers Karlsøya et Ringvassøya au départ du village de Skanningen à la pointe sud de Vanna.

## Quelques vues de Vannøya

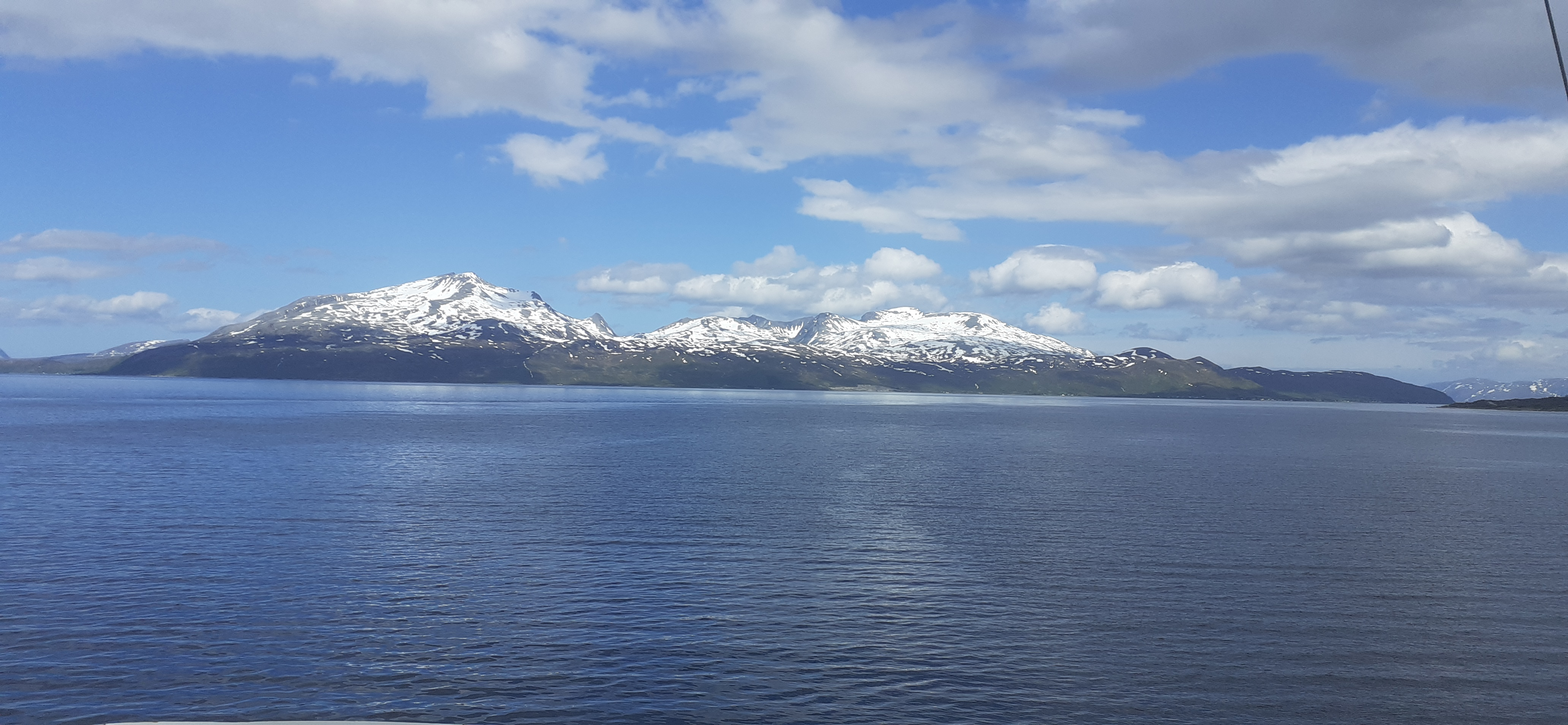
Vue de Vannøya depuis le Vannsundet
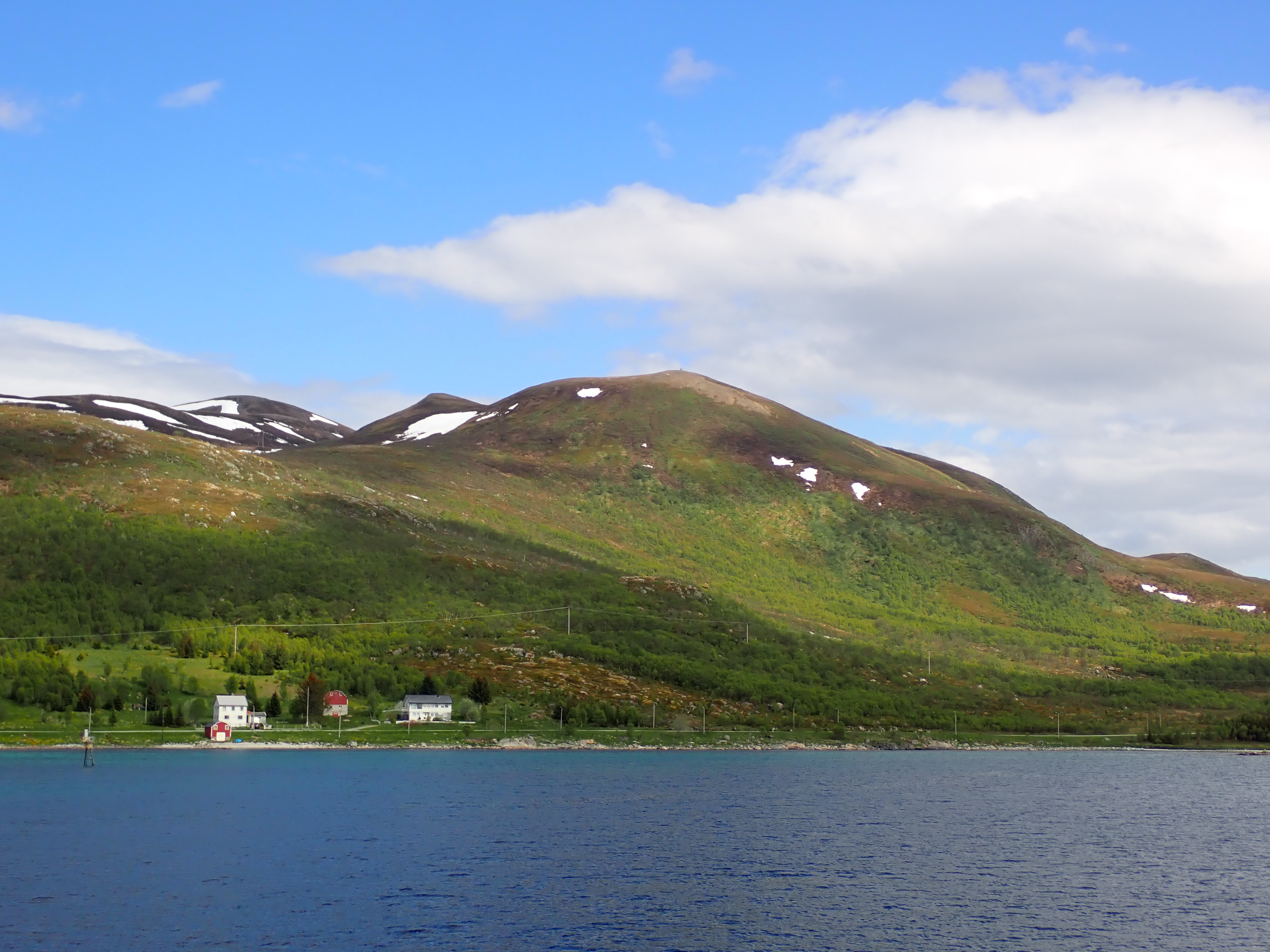
Skånningen le long du Vannsundet
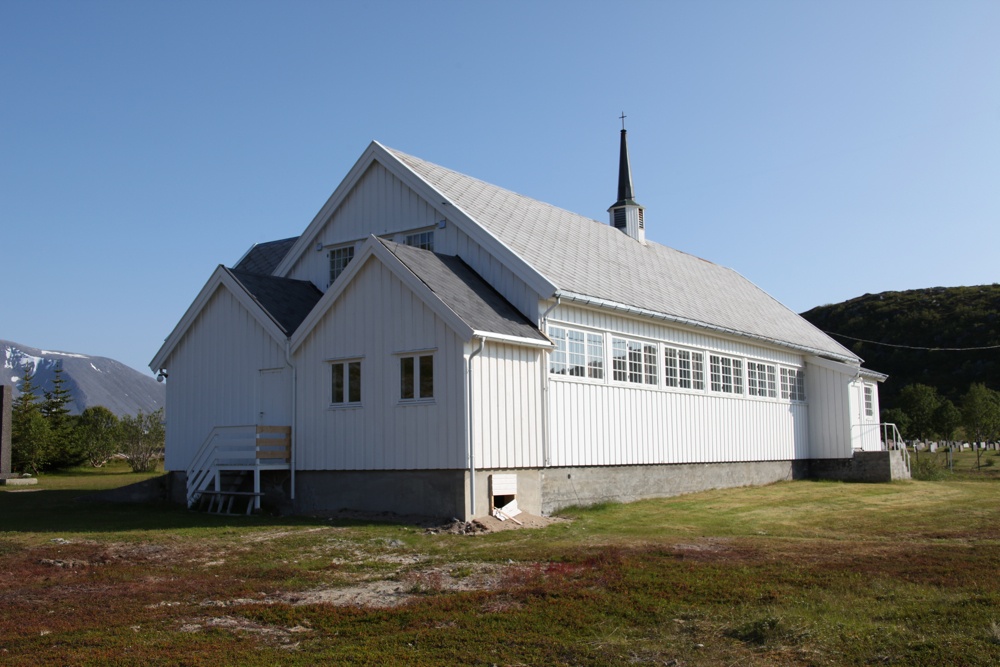
Eglise de Sengskroken

## Site et monuments
L'église Sengskroken est située sur la côte ouest.